# Теодемир (король свевів)
Теодемир або Теодемар (*д/н —570) — король свевів у 561/566—570 роках. Завершив перехід свевів до нікейського віросповідання.

## Біографія
Походив з династії Хараріха. Про молоді роки нічого невідомо. Успадкував трон після смерті брата між 561 та 566 роками. Продовжив політику останнього щодо затвердження нікейсько-ортодоксальних канонів в церковній службі та організації. Водночас почав переслідування аріан як єретиків.
У 569 році скликав Перший собор у Луго, де було прийнято рішення щодо врегулювання церковних конфліктів між єпископами, зокрема визначені межі єпархій. Також утворено нову митрополію — у Луго, утворивши цим 2 церковні провінції.
Того ж року був вимушений оборонятися проти війська вестготського короля Леовігільда, який захопив міста Паленсія, Замора і Леон. Проте Теодеміру вдалося відстояти Асторгу. За мирною угодою 570 року король свевів був вимушений поступитися втраченими містами. Під впливом поразки король того ж року помер. Владу успадкував його син Міро.